# Sehirus morio
Sehirus morio – gatunek pluskwiaka z podrzędu różnoskrzydłych i rodziny ziemikowatych. Zamieszkuje Europę, Afrykę Północną oraz zachodnią i środkową część palearktycznej Azji.

## Taksonomia
Gatunek ten opisany został po raz pierwszy w 1761 roku przez Karola Linneusza pod nazwą Cimex morio. Jako miejsce typowe wskazano Szwecję.

## Morfologia
Pluskwiak o owalnym w zarysie ciele długości od 8 do 12 mm. Ubarwienie ma czarne lub czarnobrązowe, często z bardziej brązowym odcieniem na przykrywkach półpokryw. Zakrywka bywa od mlecznobiałej po ciemnobrązową. Wierzch ciała jest gęsto punktowany. Punkty w tylnej połowie przedplecza są grubsze i bardziej bezładnie rozmieszczone niż u ziemika spiżowego, a ponadto często połączone są poprzecznymi bruzdami. Podobnie na tarczce znajdują się punkty grubsze i połączone poprzecznymi bruzdami. Głowa ma oczy złożone słabo na boki odstające. Policzki są dłuższe od nadustka i zakrywają jego przednią część, aczkolwiek mogą się ze sobą nie stykać.

## Ekologia i występowanie
Owad ten zasiedla stanowiska ciepłe i nasłonecznione, zwłaszcza murawy kserotermiczne. Bytuje na powierzchni gleby, wśród detrytusu gromadzącego się pod roślinami, na ich nasadach, a często w glebie przy ich korzeniach. Zarówno larwy jak i postacie dorosłe są fitofagami ssącymi soki z roślin zielnych i ich nasion, głównie z przedstawicieli ogórecznikowatych, w tym farbownika lekarskiego, ostrzenia pospolitego i żmijowca zwyczajnego. Osobniki dorosłe są stadium zimującym.
Gatunek palearktyczny. W Europie znany jest z Portugalii, Hiszpanii, Francji, Belgii, Holandii, Luksemburga, Niemiec, Szwajcarii, Austrii, Włoch, Malty, Danii, Szwecji, Łotwy, Litwy, Polski, Czech, Słowacji, Węgier, Białorusi, Ukrainy, Mołdawii, Rumunii, Bułgarii, Słowenii, Chorwacji, Bośni i Hercegowiny, Czarnogóry, Serbii, Albanii, Macedonii Północnej, Grecji oraz europejskich części Rosji. W Afryce Północnej podawany jest z Wysp Kanaryjskich, Maroka, Algierii, Libii i Tunezji. W Azji notowany jest z Syberii, Cypru, Turcji, Gruzji, Armenii, Azerbejdżanu, Kazachstanu, Turkmenistanu, Uzbekistanu, Tadżykistanu, Kirgistanu oraz Iranu.
W Polsce jest gatunkiem dość rzadko spotykanym, znanym z rozproszonych stanowisk. Na „Czerwonej liście gatunków zagrożonych Republiki Czeskiej” umieszczony jest jako gatunek zagrożony wymarciem (EN).